# Валерия Месалина Корвина
Вижте пояснителната страница за други личности с името Месалина.
Валерия Месалина Корвина (на латински: Valeria Messalina Corvina) е знатна римлянка, баба на императорката Статилия Месалина (ок. 35 – 68), която взема нейното когномен и става третата съпруга на император Нерон.

## Произход
Произлиза от клон Месала-Корвин на фамилията Валерии. Дъщеря е на Марк Валерий Месала Корвин (консул 31 пр.н.е., римски военачалник, автор, мецен на литерурата и изкуството) и първата му съпруга Калпурния, дъщеря на Марк Калпурний Бибул (консул 59 пр.н.е.), който се жени за втори път за Порция Катона (дъщерята на Катон Млади), която след неговата смърт в гражданската война (48 пр.н.е.) се омъжва през 45 пр.н.е. за братовчед си Марк Юний Брут.
Баща ѝ Корвин е син на оратора Марк Валерий Месала Нигер (консул през 61 пр.н.е.) и сестрата на оратора Квинт Хортензий и има доведен брат Луций Гелий Публикола (консул 36 пр.н.е.) от брака на Нигер с Пола. Баща ѝ е брат на Валерия, която се омъжва за Квинт Педий Балб, внук на Юлия Цезарис (втората по-голяма сестра на Юлий Цезар).
Валерия е сестра на Марк Валерий Месала Месалин (консул 3 пр.н.е.), който се жени за Клавдия Марцела Младша (племенница на Октавиан Август) и става дядо на Марк Валерий Месала Корвин (консул 58 г.) и на римската императрица Валерия Месалина, третата съпруга на император Клавдий.
Полусестра е и на Марк Аврелий Кота Максим Месалин (консул 20 г.), син на баща ѝ с втората му съпруга Аврелия и брат на бабата по майчина линия на Лолия Павлина, втората съпруга на император Калигула.

## Фамилия
Валерия Месалина се омъжва за Тит Статилий Тавър III (консул 11 г.), внук на Тит Статилий Тавър I (суфектконсул 37, консул 26 пр.н.е.) и брат на Сизена Статилий Тавър (консул 16 г.). Двамата имат три деца Тит Статилий Тавър IV (консул 44 г.), Тит Статилий Тавър Корвин III (консул 45 г.) и вероятно Статилия Месалина, която е майка на императорката Статилия Месалина, която може би е дъщеря на сина им, който е консул през 44 г. Наследниците им са десетилетия наред между водещите фамилии на Рим.